# 韋爾斯維爾 (紐約州村)
韋爾斯維爾（英語：Wellsville）是位於美國紐約州亞利加尼縣的村。

## 人口
根據2020年美國人口普查的數據，韋爾斯維爾的面積為6.28平方千米，皆為陸地。當地共有人口4587人，而人口密度為每平方千米730人。